# Вихід диявола
Вихід диявола (англ. The Devil Rides Out) — англійський фільм жахів 1968 року.

## Сюжет
Ніколас зустрічає свого друга Рекса і розповідає йому, що син одного з його померлих друзів Саймон пов'язаний із чорною магією. Ніколас просить Рекса допомогти йому в розслідуванні і вони вирушають до будинку Мокати — глави секти сатанистів, до якої належить і Саймон. Саймон представляє прибулих чарівній жінці Таніті, у яку Рекс закохується. Після цього Саймон розмовляє з Мокатою і каже Ніколасу з Рексом, що вони перервали важливий захід і повинні піти. Але чоловіки б'ють Саймона по голові й забирають із собою. Удома вони надягають на парубка ланцюжок з хрестом. Але Саймон починає задихатися, і один із слуг Ніколаса знімає ланцюжок. Слуга розповідає про це Ніколасу, але коли вони повертаються, Саймон вже зник. Ніколас з Рексом знову вирушають до будинку Мокате, але нікого не зустрічають. Чоловіки придумують план, щоб врятувати Саймона і Таніт під час ночі жертвопринесення.

## У ролях
| Актор                | Роль                   |
| -------------------- | ---------------------- |
| Крістофер Лі         | Дюк Де Річлоу, Ніколас |
| Чарльз Грей          | Моката                 |
| Ніке Аррігі          | Таніт Карлайл          |
| Леон Грін            | Рекс Ван Рін           |
| Патрік Мовер         | Саймон Арон            |
| Гвен Ффрангкон-Девіс | графиня                |
| Сара Лоусон          | Марі Ітон              |
| Пол Еддінгтон        | Річард Ітон            |
| Розалін Лендор       | Пеггі Ітон             |
| Расселл Вотерс       | Малін                  |